# Lijst van bouwwerken van Henk Hupkes
Dit is een lijst van bouwwerken van architect Henk Hupkes (1920-2014).
| Bouw | Naam                                | Plaats                 | Bijzonderheden | Afbeelding |
| ---- | ----------------------------------- | ---------------------- | --- | ---------- |
| 1952 | Winkelcentrum Schanswijk            | Rotterdam              | |            |
| 1956 | Morgensterkerk                      | Rotterdam              | |            |
| 1957 | Tien winkels en dertig flatwoningen | Rotterdam              | |            |
| 1957 | Nieuw-Apostolische Kerk             | Veendam                | |            |
| 1958 | Nieuw-Apostolische kerk             | Eindhoven              | met Van Asperen |            |
| 1965 | Michaëlkerk                         | Rotterdam              | |            |
| 1966 | Rafaëlkerk                          | Zeist                  | |            |
| 1966 | NH Verzoeningkerk                   | Rijswijk               | Ingrijpend veranderd bij de secularisering van het gebouw: eerder waren de ramen op de eerste verdieping zeshoekig, gelijk aan de Marcuskerk in Delft, en was er een klokkenspel met koperen constructie op de uitstulping naast de ingang. |            |
| 1967 | Hoeksteenkerk                       | Capelle aan den IJssel | |            |
| 1968 | Immanuelkerk                        | Rotterdam              | |            |
| 1968 | Marcuskerk                          | Delft                  | |            |
| 1971 | Andrieskerk                         | Amsterdam              | |            |
| 1984 | Woonhuizen Valckenhof               | Zeist                  | |            |